# Народна библиотека „Радислав Никчевић“ Јагодина
Најстарија културна установа у Јагодини је Народна библиотека „Радислав Никчевић“ чији летопис досеже до читаонице основане у прошлом веку - 1869. године. 
У листу „Србија“ 18. марта 1869. објављена је вест да је у Јагодини Омладинска дружина формирала читаоницу која је већ у првим данима постојања имала 80 читалаца. Читаоница је радила са прекидима до 1914. године. 
За време Првог светског рата књижни фонд је уништен. Обновљена је 1923. године под називом Народна читаоница и библиотека. Године 1941. Немци су обуставили рад библиотеке али после рата њена делатност се одмах наставља. Тада је имала 4.000 књига и једног књижничара. 
Године 1974. године има 45.000 књига, 13 запослених, 4.600 читалаца и сопствену зграду. Поред одељења за одрасле, децу и одељења научног фонда има своје огранке и у ФКС, Будућности и Ресави, такође и у 27 села општине.
После Другог светског рата библиотека и два мања биоскопа представљали су једини културни потенцијал града. 
Библиотека је данас развијена културна установа са бројним пунктовима по селима.